# Hargnies (Ardennes)
Hargnies is een gemeente in het Franse departement Ardennes (regio Grand Est) en telt 514 inwoners (1999). De gemeente maakt deel uit van het arrondissement Charleville-Mézières. Hargnies behoorde tot het kanton Fumay, tot dat op 1 januari 2015 werd opgeheven en de gemeenten aan het kanton Revin werden toegevoegd. 

## Geografie
De gemeente van Hargnies heeft een oppervlakte van 42,6 km², de bevolkingsdichtheid is 12,1 inwoners per km².
De onderstaande kaart toont de ligging van Hargnies (Ardennes) met de belangrijkste infrastructuur en aangrenzende gemeenten.

## Demografie
Onderstaande figuur toont het verloop van het inwonertal (bron: INSEE-tellingen).
Vanwege een beveiligingsprobleem met de MediaWiki Graph-software is het momenteel niet mogelijk deze grafiek weer te geven. Zodra de software is bijgewerkt zal de grafiek vanzelf weer zichtbaar worden.